# Происхождение (книга)
Происхождение (англ. The Origin) — биографический роман Ирвинга Стоуна о жизни Чарльза Дарвина, английского геолога, биолога, натуралиста, известного как основоположник эволюционного учения. В начале романа Дарвину 22 года, повествование следует за ним в кругосветное путешествие на корабле «Бигль» и заканчивается его смертью в 1882 году.
Стоун создавал роман пять лет, исследуя тему и консультируясь со множеством последователей Дарвина, и даже с его потомками, чтобы изложить и их взгляд на жизнь Дарвина.